# Manohar Joshi
Manohar Joshi (मनोहर गजानन जोशी), född 2 december 1937 i Nandvi i distriktet Raigad, Maharashtra, död 23 februari 2024 i Mumbai, Maharashtra, var en indisk politiker (SS). Han var jur.kand. (LL.B.) och fil.lic. (M.A.) och tjänstgjorde som talman i Lok Sabha 2002–2004.
Från 1995 till 1999 var Joshi den förste chefsministern (chief minister) i delstaten Maharashtra från ett annat parti än Kongresspartiet. Efter en lång och krokig partikarriär var han en av ledarna för hindunationalistiska Shiv Sena, som under hans ledning bildade koalitionsstyre med Bharata Janata Party 1995–1999. Från 1999 till 2002 tjänstgjorde han som Indiens minister för tung industri. Vid sidan av politiken var Joshi affärsman och ägare till "Kohinoor", en koncern verksam inom flera branscher, bland annat byggverksamhet. Han var vid åtminstone ett par tillfällen anklagad för korruption och liknande brottslighet, dock utan att någonsin fällas i domstol.

## Politisk karriär
- 1972–1989 - Ledamot i Maharashtras lagstiftande församling
- 1976–1977 - Borgmästare i Bombay (nu officiellt Mumbai)
- 1990–1991 - Oppositionsledare i Maharashtras lagstiftande församling
- 1995–1999 - chefsminister (Chief Minister) i Maharashtra
- 1999–2002 - Minister för tung industri
- 1999–2004 - Ledamot i Lok Sabha
- 2002–2004 - Talman i Lok Sabha